# Elias van Bourbon-Parma

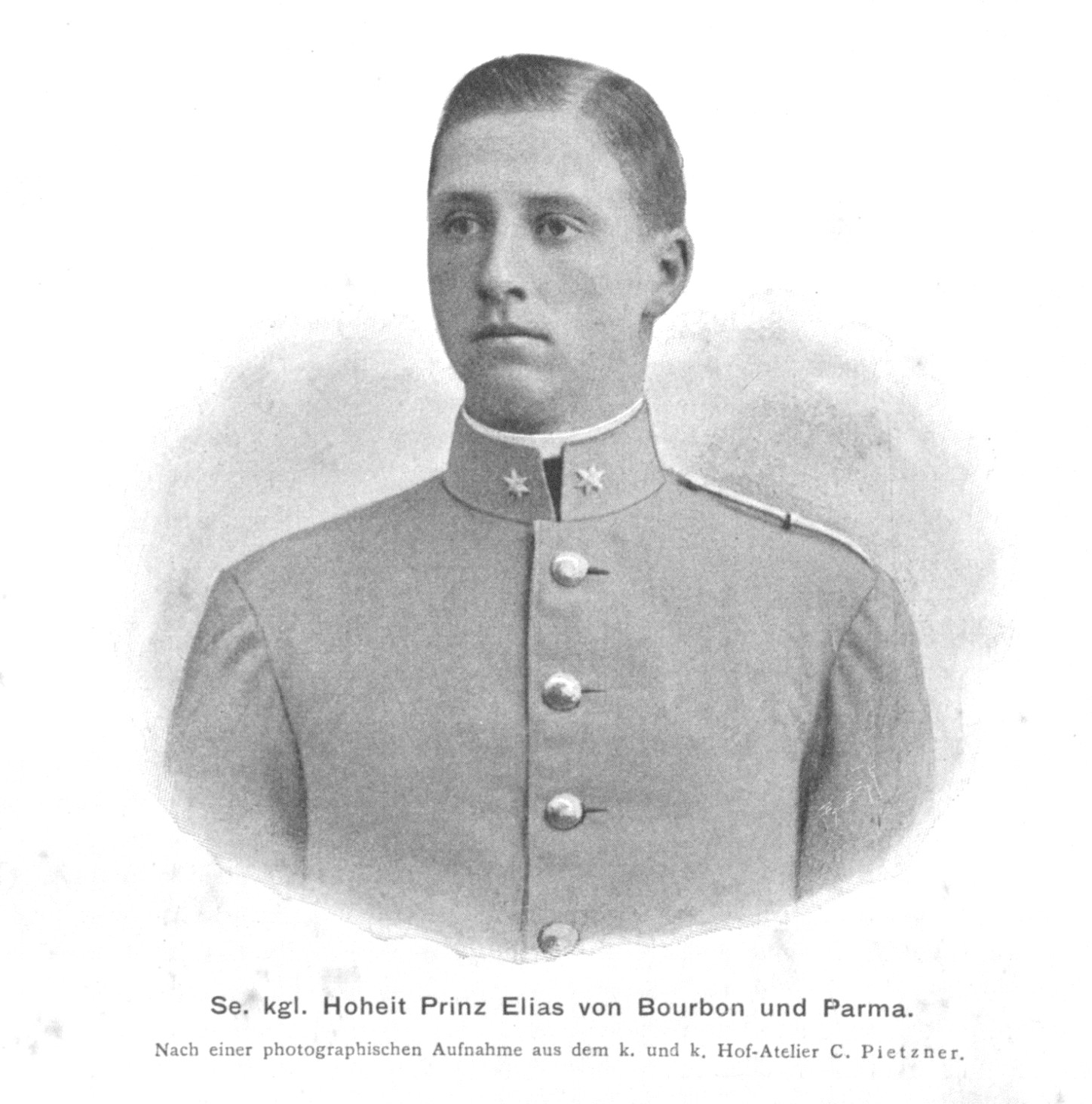
Elias van Bourbon-Parma, 1903

Elias Maria Robert Barlo Pius van Bourbon-Parma (Biarritz, 23 juli 1880 - Friedberg (Steiermark), 27 juni 1959) was een prins uit het huis Bourbon-Parma.
Hij was een van de in totaal vierentwintig kinderen van hertog Robert I van Parma en een van de twaalf uit diens eerste huwelijk met Maria Pia van Bourbon-Sicilië. Hij was een oudere halfbroer van Zita, de laatste keizerin van Oostenrijk, en van Felix, de echtgenoot van groothertogin Charlotte van Luxemburg. Hij was een oom van Carlos Hugo van Bourbon-Parma, de latere echtgenoot van de Nederlandse prinses Irene.
Na de dood van zijn vader (in 1907) liet hij door een Oostenrijkse rechtbank twee van zijn oudere broers geestelijk handelingsonbekwaam verklaren, daarbij ondersteund door de tweede vrouw (en weduwe) van zijn vader Maria Antonia van Bragança. Op deze wijze werd hij hoofd van het Huis Bourbon-Parma en beheerder van het niet onaanzienlijke familievermogen. Hij trad als bewindvoerder voor zijn ontoerekeningsverklaarde familieleden op.
Op 25 mei 1903 trouwde hij met Maria Anna van Oostenrijk, een dochter van Frederik van Oostenrijk en Isabella van Croÿ.
Het paar kreeg de volgende kinderen:
- Elisabeth (1904-1983)
- Karel Lodewijk (1905-1912)
- Maria Francisca (1906-1994)
- Robert (1909-1974)
- Frans Alfons (1913-1959)
- Johanna Isabella (1916-1949)
- Alice Maria (1917-2017)
- Marie Christine (1925-2009)